# Tjuörrie
Tjuörrie är ett naturreservat i Arvidsjaurs kommun i Norrbottens län.
Området är naturskyddat sedan 2013 och är 5 kvadratkilometer stort. Reservatet omfattar berget med detta namn och dess sluttningar med en tjärn med våtmark i söder. Reservatet består av  granurskog och mindre partier av lövskog som uppstått efter skogsbränder. 